# Mladší dryas

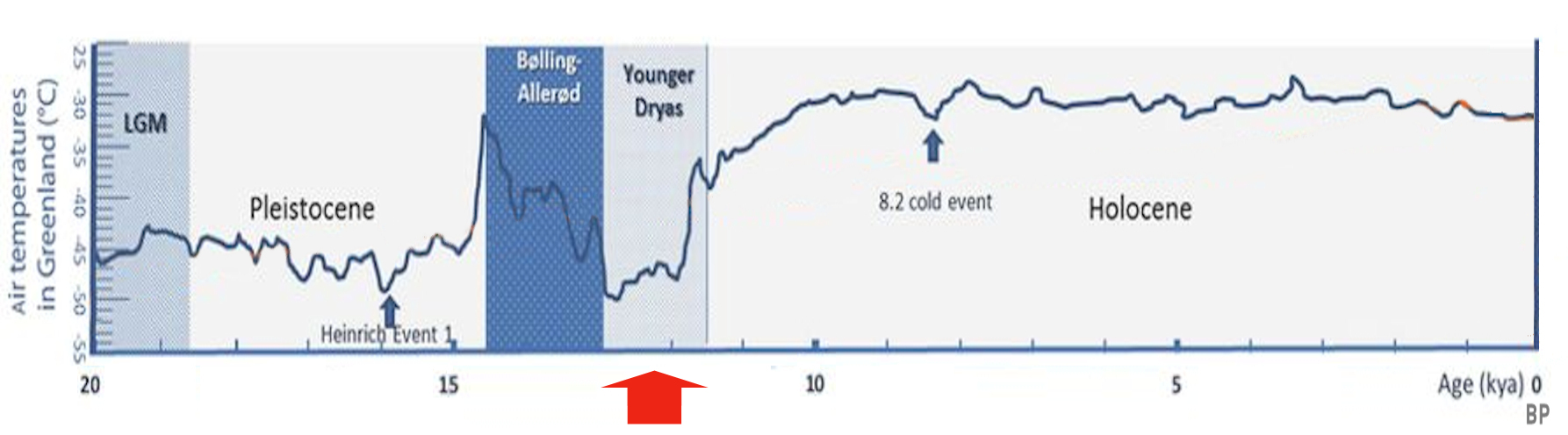
Vývoj teplot v postglaciálním období, po posledním glaciálním maximu, vykazující velmi nízké teploty po většinu mladšího dryasu, poté rychle stoupající až na úroveň teplého holocénu, založené na grónských ledovcových jádrech.

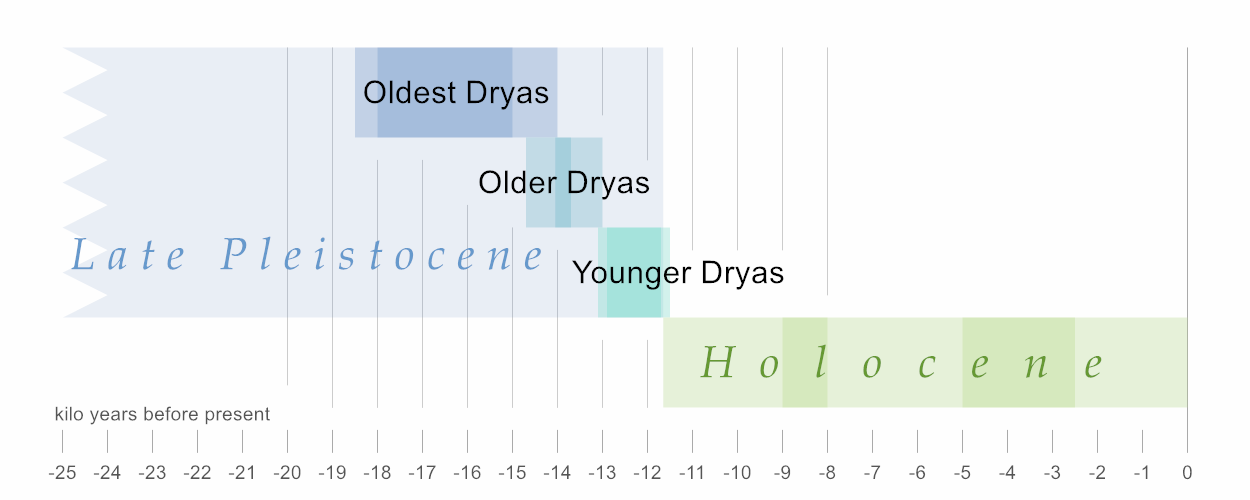
Glaciální stadiály na přechodu z pozdního pleistocénu do holocénu

Mladší dryas (asi 12 900 až 11 700 let BP) byl návratem ke glaciálním podmínkám, které dočasně zvrátily postupné klimatické oteplování po posledním glaciálním maximu (asi 27 000 až 20 000 let BP). Mladší dryas byl posledním obdobím würmské doby ledové i celého pleistocénu (asi 2 580 000 až 11 700 let BP) a předcházel současnou teplejší epochu holocénu. Mladší dryas byl nejdrsnější a nejdéle trvající z několika přerušení oteplování zemského klimatu a předcházel mu pozdní ledovcový interstadiál (asi 14 670 až 12 900 BP).
Mladší Dryas nastal v důsledku přerušení termohalinního výměníku v oceánech poblíž Arktidy. Klima se ochladilo během několika měsíců a v Evropě došlo k poklesu populace.
Roku 2018 byl v Grónsku objeven velký kráter z doby před 12 800 BP. Impakt na počátku mladšího dryasu ovlivnil i vznik zemědělství.
Změna byla relativně náhlá, probíhala během desetiletí a měla za následek pokles teplot v Grónsku o 4 až 10 °C a postup ledovců a sušších podmínek ve většině mírných pásem severní polokoule. O příčině byla předložena celá řada teorií. Nejrozšířenější teorie spočívá v tom, že atlantická poledníková cirkulace, která přenáší teplou vodu z rovníku směrem k severnímu pólu, byla přerušena přílivem čerstvé studené vody ze Severní Ameriky do Atlantiku.
Mladší dryas neovlivnil klima na celém světě. Na jižní polokouli a v některých oblastech severní polokoule, jako je jihovýchodní Severní Amerika, došlo k mírnému oteplení.
Mladší Dryas je pojmenován po indikačním rodu, a sice polním kvítku alpinské tundry Dryas octopetala, protože jeho listy jsou často hojné v pozdně glaciálních, často mineralogicky bohatých sedimentech, jako jsou jezerní sedimenty ve Skandinávii.